# Ahmednagar (Distrikt)
Der Distrikt Ahmednagar (Marathi: अहमदनगर) ist einer von 35 Distrikten des Staates Maharashtra in Indien.
Verwaltungssitz ist die gleichnamige Stadt Ahmednagar. Die letzte Volkszählung im Jahr 2011 ergab eine Gesamtbevölkerungszahl von 4.543.159 Menschen.

## Geschichte
Von vorchristlicher Zeit bis ins Jahr 1347 wurde das Gebiet – wie die ganze Region – von diversen buddhistischen und hinduistischen Herrschern regiert. Der erste namentlich bekannte Staat war das Maurya-Reich, die letzte nichtmuslimische Dynastie waren die Yadavas von Devagiri.
Nach jahrzehntelangen militärischen Auseinandersetzungen mit muslimischen Regenten im Norden Indiens erfolgte ab 1294 die schrittweise Besetzung durch muslimische Heere. Danach herrschten bis 1759 verschiedene muslimische Dynastien (Sultanat Delhi, Bahmani, Dekkan-Sultanate, die Großmoguln und der Nizam von Hyderabad). Ab 1679 kam es zu heftigen Auseinandersetzungen zwischen dem Mogulreich und den Marathen um die Herrschaft über das Gebiet. Im Frieden von Ahmadnagar vom 11. Februar 1760 trat der Nizam von Hyderabad das Gebiet an die Marathen ab. Nach der Niederlage der Marathen gegen die Briten kam es zu Britisch-Indien und wurde administrativ Teil der Central Division der Bombay Presidency. 1861 trat Sindhia 120, 1882 der Nizam von Hyderabad weitere 107 Dörfer an den Distrikt Ahmednagar ab. Mit der Unabhängigkeit Indiens 1947 und der Neuordnung des Landes wurde es 1950 Teil des neuen Bundesstaats Bombay. Im Jahre 1960 wurde Bombay geteilt und das Gebiet kam zum neu geschaffenen Bundesstaat Maharashtra.

## Bevölkerung

### Bevölkerungsentwicklung
Wie überall in Indien wächst die Einwohnerzahl im Distrikt Ahmednagar seit Jahrzehnten stark an. Doch verlangsamte sich das Wachstum in den Jahren 2001–2011 auf rund 12 Prozent (12,43 %). In diesen zehn Jahren nahm die Bevölkerung dennoch um mehr als 500.000 Menschen zu. Die genauen Zahlen verdeutlicht folgende Tabelle:

### Bedeutende Orte
Einwohnerstärkste Ortschaft des Distrikts ist Ahmednagar (Ahmadnagar) mit über 350.000 Bewohnern. Weitere bedeutende Städte mit einer Einwohnerschaft von mehr als 25.000 Menschen sind Shrirampur, Sangamner, Kopargaon, Rahuri, Shirdi, Jamkhed, Shrigonda, Deolali Pravara, Ahmadnagar Cantonment und Pathardi. Die städtische Bevölkerung macht dennoch nur 20,09 Prozent der gesamten Bevölkerung aus.

### Bevölkerung des Distrikts nach Bekenntnissen
Eine klar überwiegende Mehrheit der Bevölkerung sind Hindus. Eine zahlenmäßig bedeutende Minderheit sind die Muslime. Die genaue religiöse Zusammensetzung der Bevölkerung zeigt folgende Tabelle:
| Jahr                                | Buddhisten | Buddhisten | Christen | Christen | Hindus    | Hindus  | Jainas | Jainas | Muslime | Muslime | Sikhs | Sikhs  | Andere | Andere | keine Angaben | keine Angaben | Total     | Total    |
| Jahr                                | Zahl       | %          | Zahl     | %        | Zahl      | %       | Zahl   | %      | Zahl    | %       | Zahl  | %      | Zahl   | %      | Zahl          | %             | Einwohner | %        |
| ----------------------------------- | ---------- | ---------- | -------- | -------- | --------- | ------- | ------ | ------ | ------- | ------- | ----- | ------ | ------ | ------ | ------------- | ------------- | --------- | -------- |
| 2001                                | 35.893     | 0,89 %     | 25.961   | 0,64 %   | 3.664.259 | 90,69 % | 38.561 | 0,95 % | 264.145 | 6,54 %  | 5.850 | 0,14 % | 1.226  | 0,03 % | 4.747         | 0,12 %        | 4.040.642 | 100,00 % |
| Quelle: Volkszählung in Indien 2001 |            |            |          |          |           |         |        |        |         |         |       |        |        |        |               |               |           |          |

### Bevölkerung des Distrikts nach Sprachen
Eine klar überwiegende Mehrheit von rund 88 Prozent der Bevölkerung spricht Marathi. Allerdings gibt es einige größere Minderheiten. Bedeutendste sprachliche Minderheiten mit mehr als 100.000 Muttersprachlern ist Hindi (mit Hindi-Dialekten 252.000 Personen). Urdu, Marwari (Hindi-Dialekt mit Marathi-Einflüssen), Telugu, Vadari (ein Telugu-Dialekt) und Gujarati werden von jeweils über 10.000 Menschen als Muttersprache gesprochen. Die genaue sprachliche Zusammensetzung der Bevölkerung zeigt folgende Tabelle:
| Jahr                                | Marathi   | Marathi | Hindi   | Hindi  | Urdu   | Urdu   | Marwari | Marwari | Telugu | Telugu | Vadari | Vadari | Gujarati | Gujarati | Andere | Andere | Total     | Total    |
| Jahr                                | Zahl      | %       | Zahl    | %      | Zahl   | %      | Zahl    | %       | Zahl   | %      | Zahl   | %      | Zahl     | %        | Zahl   | %      | Einwohner | %        |
| ----------------------------------- | --------- | ------- | ------- | ------ | ------ | ------ | ------- | ------- | ------ | ------ | ------ | ------ | -------- | -------- | ------ | ------ | --------- | -------- |
| 2001                                | 3.567.666 | 88,29 % | 187.772 | 4,65 % | 99.763 | 2,47 % | 46.759  | 1,16 %  | 37.879 | 0,94 % | 21.913 | 0,54 % | 11.574   | 0,29 %   | 67.316 | 1,67 % | 4.040.642 | 100,00 % |
| Quelle: Volkszählung in Indien 2001 |           |         |         |        |        |        |         |         |        |        |        |        |          |          |        |        |           |          |

## Verwaltungsgliederung

### Subdivisionen und Talukas (Tehsils)
Der Distrikt ist aufgeteilt in vier Subdivisionen, die insgesamt 14 Talukas beinhalten:
| Taluka     | Subdivision | Einwohner (2011) | Fläche (km²) | Fläche (%) | Größte Stadt |
| ---------- | ----------- | ---------------- | ------------ | ---------- | ------------ |
| Akole      | Sangamner   | 291.950          | 1505.08      | 8,64 %     | Akole        |
| Jamkhed    | Karjat      | 158.380          | 878.62       | 5,05 %     | Jamkhed      |
| Karjat     | Karjat      | 235.792          | 1503.61      | 8,64 %     | Karjat       |
| Kopargaon  | Sangamner   | 302,452          | 725.16       | 4,16 %     | Kopargaon    |
| Nagar      | Ahmednagar  | 684,044          | 1605.74      | 9,22 %     | Ahmednagar   |
| Nevasa     | Shrirampur  | 357.829          | 1343.43      | 7,72 %     | Nevasa       |
| Parner     | Ahmednagar  | 274.167          | 1930.28      | 11,09 %    | Parner       |
| Pathardi   | Ahmednagar  | 258.109          | 1214.10      | 6,97 %     | Pathardi     |
| Rahata     | Shrirampur  | 320.485          | 759.19       | 4,36 %     | Rahata       |
| Rahuri     | Shrirampur  | 322.823          | 1035.11      | 5,94 %     | Rahuri       |
| Sangamner  | Sangamner   | 487.939          | 1705.06      | 9,79 %     | Sangamner    |
| Shevgaon   | Ahmednagar  | 245.714          | 1031.85      | 5,93 %     | Shevgaon     |
| Shrigonda  | Karjat      | 315.975          | 1605.61      | 9,22 %     | Shrigonda    |
| Shrirampur | Shrirampur  | 287.500          | 569.87       | 3,27 %     | Shrirampur   |